# Viquipèdia en basc
La Viquipèdia en basc (en basc Euskarazko Wikipedia o Euskal Wikipedia) és una edició en basc de la Viquipèdia. Actualment té més de 100.000 articles, i és la 37a en nombre d'articles.
El 25 de gener de 2008, va rebre el premi Argia Saria concedit per la revista Argia, en la categoria d'Internet.
El 9 de juny del 2010 la cadena de televisió ETB 3 va emetre un documental sobre la Euskal Wikipedia.

## L'article 100.000
Com a curiositat, l'article número 100.000 va ser prèviament seleccionat i fet en equip, amb el títol Euskararen debekua («La prohibició del basc»). Descriu els diversos esforços fets al llarg de la història per obstaculitzar el desenvolupament de la llengua basca, molt similars als soferts per altres comunitats lingüístiques. Per exemple, en l'àmbit de l'ensenyament recull el vell Eraztunaren metodoa («mètode de l'anell»), dissenyat per castigar i ridiculitzar a qui era sorprès parlant en basc en la classe. Molt similar als sistemes «Welsh Not» a Gal·les, «Vergonha» a Occitània o «Melting Pot» als Estats Units.

## Estadístiques
| Núm. d'articles | Data                    | Article                    |
| --------------- | ----------------------- | -------------------------- |
| 1               | 6 de desembre de 2001   | Lurra                      |
| 1.000           | Abril 2004              |                            |
| 5.000           | 28 de gener de 2006     |                            |
| 10.000          | 28 de maig de 2006      |                            |
| 20.000          | 10 de setembre de 2007  |                            |
| 25.000          | 6 d'abril de 2008       | Euskal Herriak Bere Eskola |
| 30.000          | 12 de setembre de 2008  | Sexu                       |
| 40.000          | 15 de juliol de 2009    | Eden Project               |
| 45.000          | 13 d'octubre del 2009   | Xinmin Hiria               |
| 50.000          | 30 de desembre del 2009 | Errinozero                 |
| 60.000          | 8 de novembre del 2010  | Posta kode                 |
| 70.000          | 18 d'abril del 2011     | Écurat                     |
| 80.000          | 22 d'abril del 2011     | Kolonbiako geografia       |
| 90.000          | 1 de maig del 2011      | Isabel Farnesio            |
| 100.000         | 22 de maig del 2011     | Euskararen debekua         |
| 120.000         | 27 de desembre del 2012 |                            |
| 200.000         | 19 de setembre del 2014 | Malda (topografia)         |
| 250.000         | 23 de juny del 2016     | Abuwtiyuw                  |
| 300.000         | 18 de juliol del 2018   | Euskararen jatorria        |
| 400.000         | 19 d'octubre del 2022   | Justizia klimatiko         |

## Galeria fotogràfica

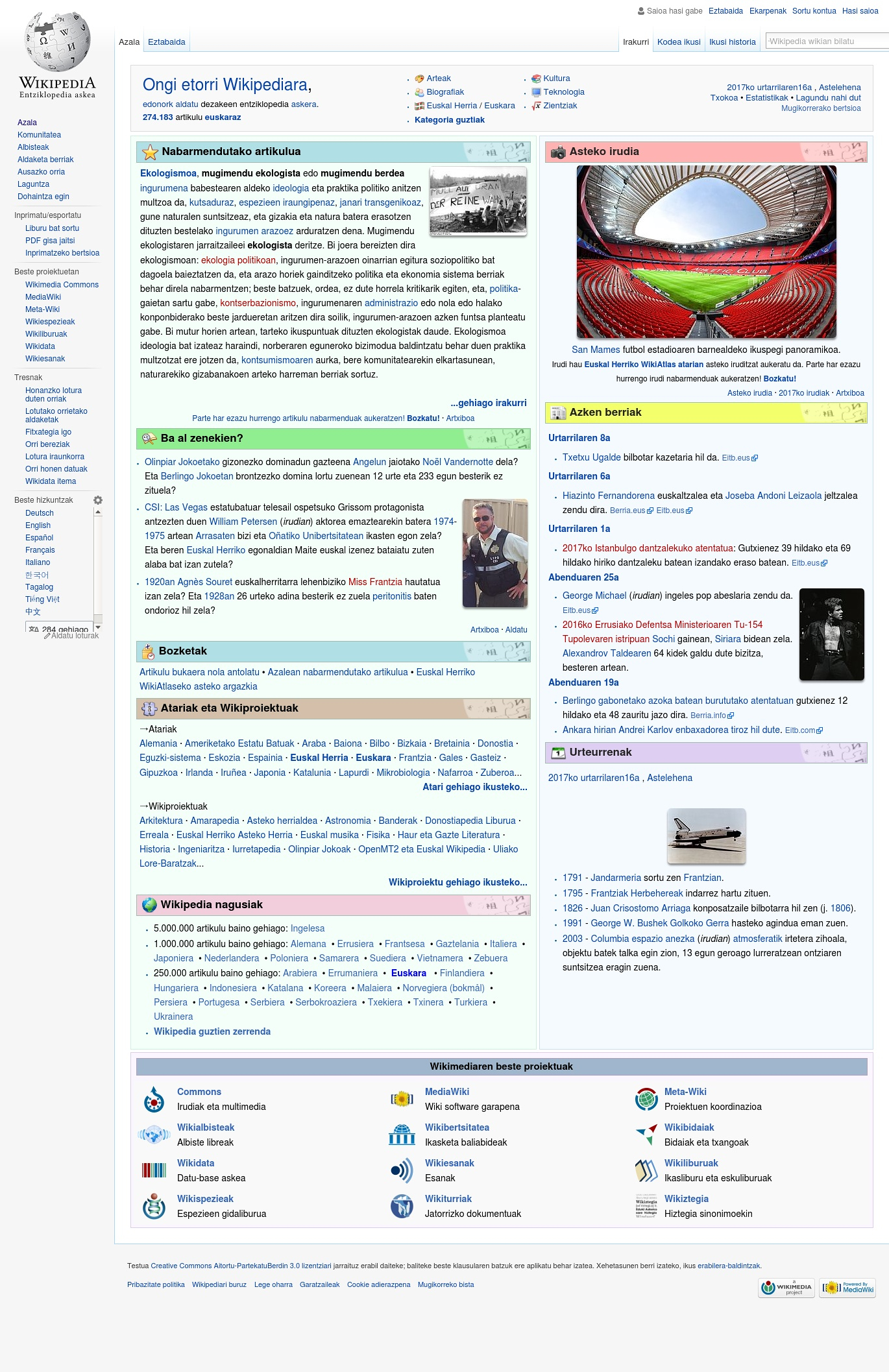
Viquipèdia en basc 2017.
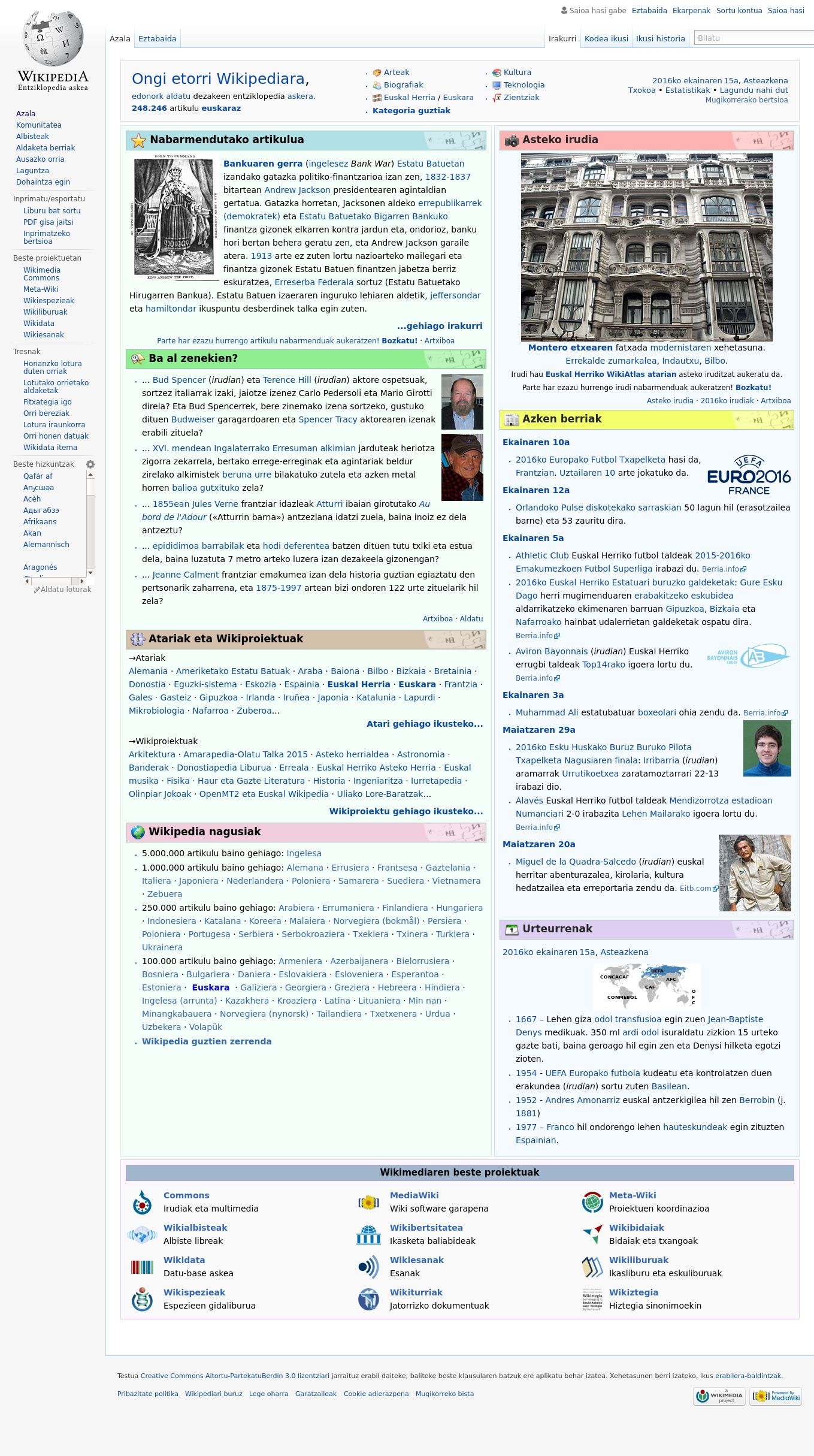
Viquipèdia en basc 2016
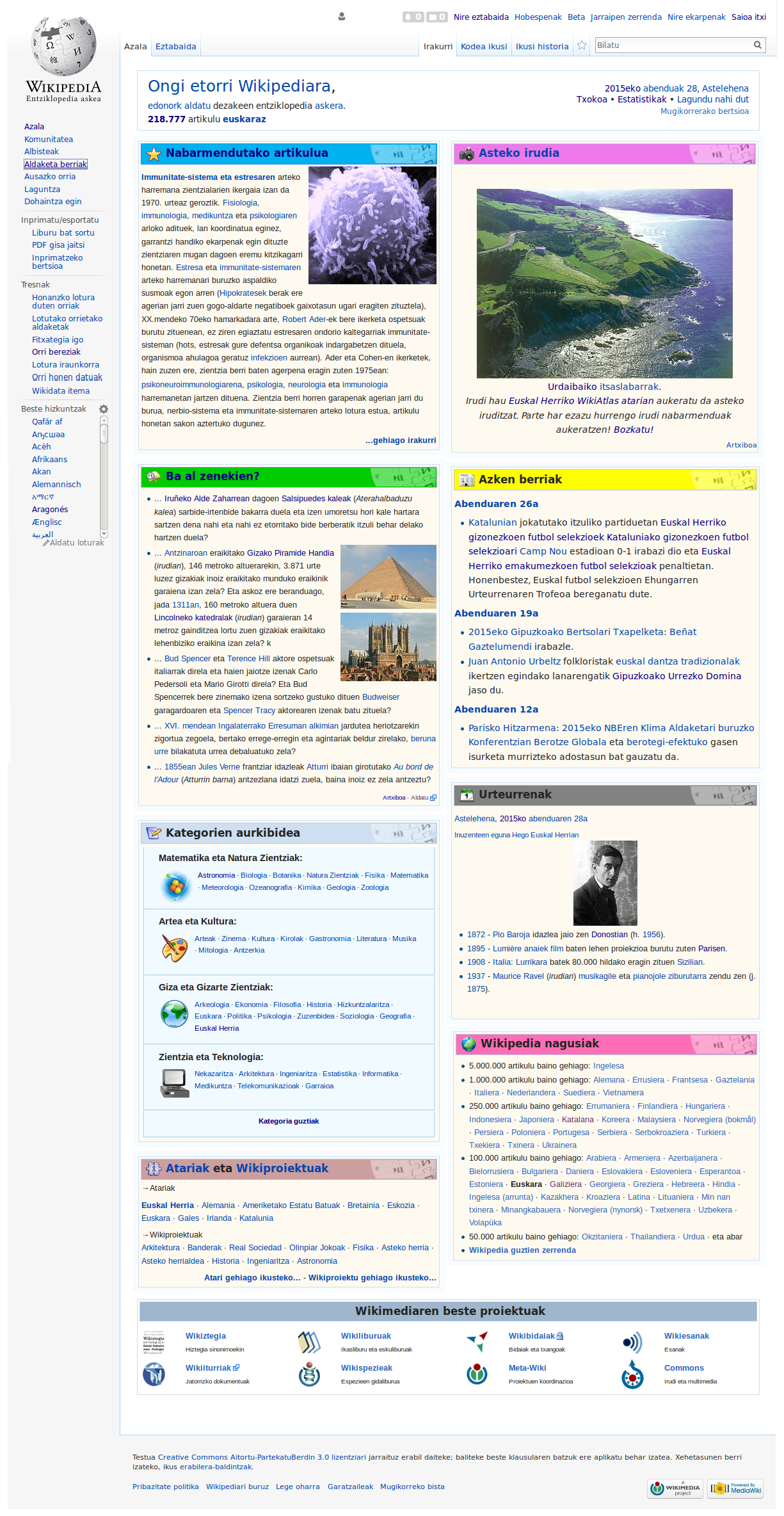
Viquipèdia en basc 2015
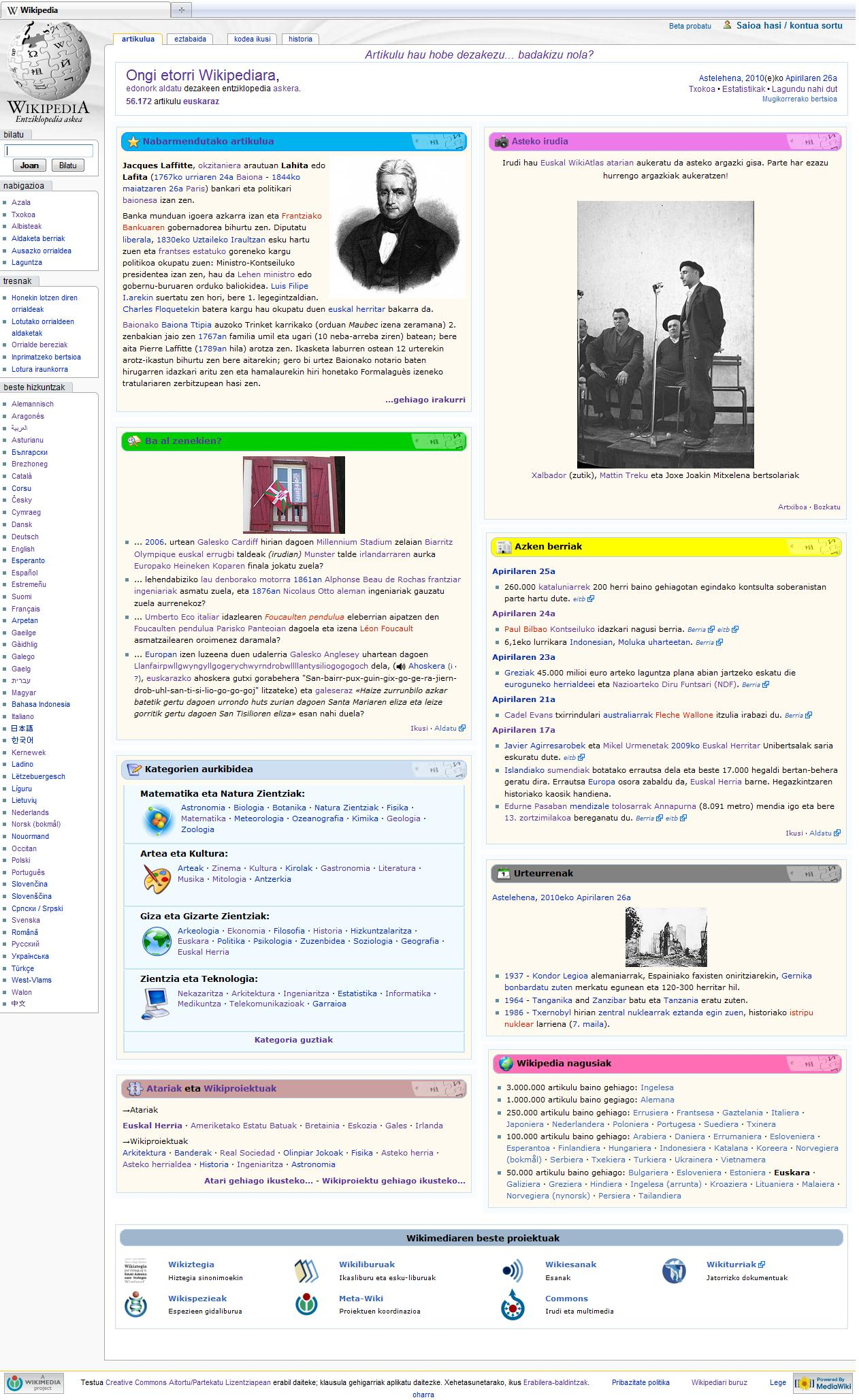
Viquipèdia en basc 2010
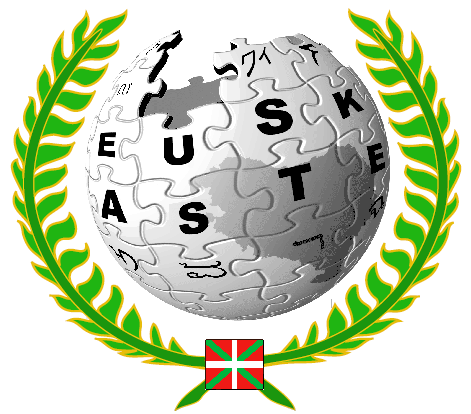
Logotip de la Setmana Basca
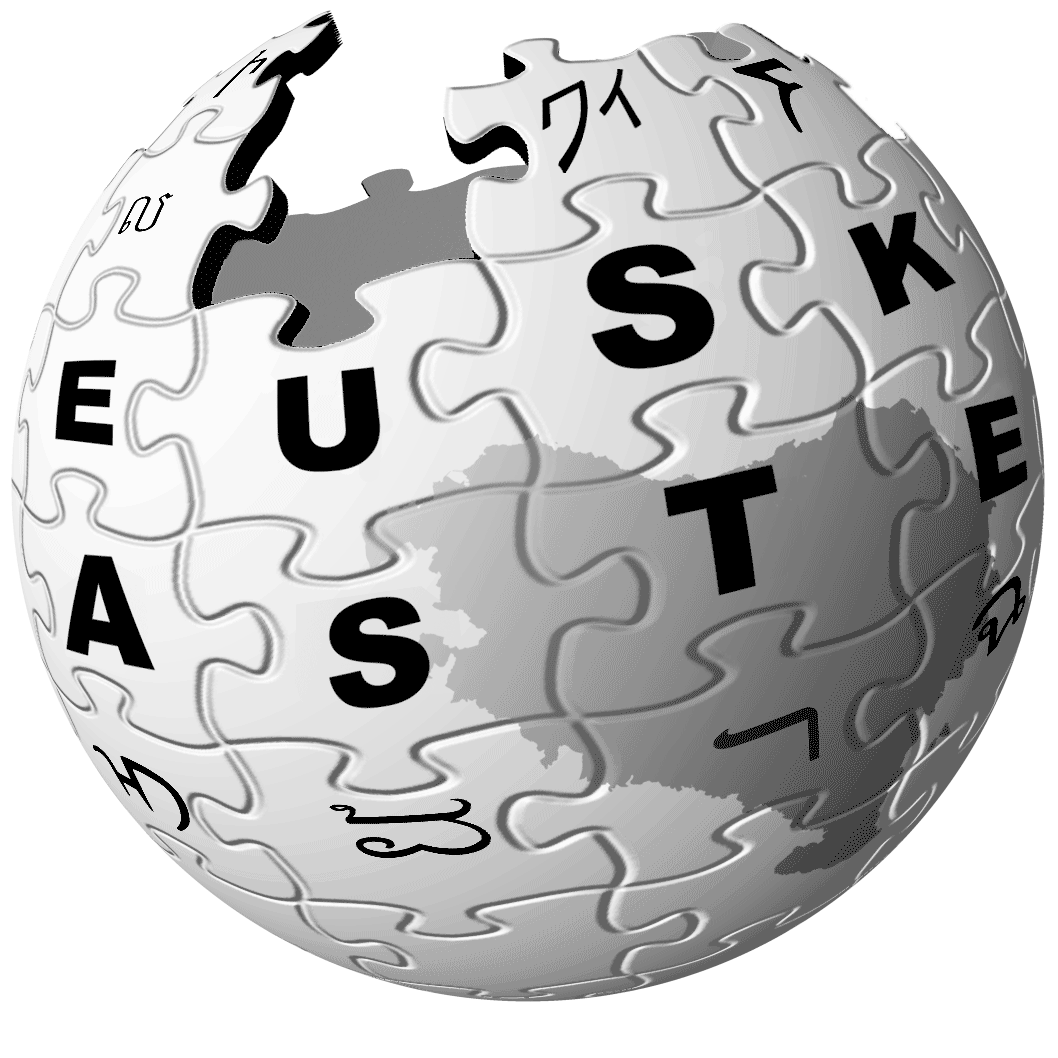
Logotip de la Setmana Basca del 2009
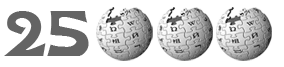
Logotip dels 25.000 articles de la Wikipedia Basca
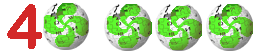
Logotip dels 40.000 articles de la Wikipedia Basca
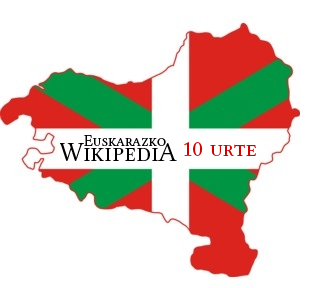
Wikipedia Basca (2003-2013), 10 anys.
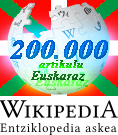
Logotip dels 200.000 articles de la Wikipedia en basc, 2014